# サバイビング・モロッコ
『サバイビング・モロッコ』（Mort à vendre、英題：Death for Sale）は2011年のベルギー・フランス・モロッコ・ドイツ・アラブ首長国連邦合作のドラマ映画。2011年9月12日に第36回トロント国際映画祭で初上映された。第62回ベルリン国際映画祭パノラマ部門CICAE賞をはじめ、様々な国の映画祭で数々の賞を受賞している他、第85回アカデミー賞の外国語映画賞にモロッコの代表作品として選ばれている。
日本では劇場未公開だが、2014年2月16日にWOWOWで放送された。

## ストーリー
世界遺産に登録された町テトゥアン（モロッコ北部）。仲間と引ったくりで手に入れた金で遊び暮らしている青年マリクは、ある日、ドゥニアという女性と出会い、恋に落ちる。彼女が娼婦として働いている店に麻薬密売の容疑で警察の手が入り、ドゥニアが逮捕されたことを知ったマリクは、かねてより恨みを抱いていた義父（亡父の兄で実母の再婚相手。家庭のある中年男と不倫をしていたマリクの姉を自殺に追いやった）を、麻薬を密売しているとして警察に売り、代わりにドゥニアを釈放してもらう。ところが、これをきっかけにマリクは担当のデバス警部から情報屋として働くように命じられる。
マリクはドゥニアと2人切りで束の間の幸せな時間を過ごす。そんな中、仲間のアラールからキリスト教徒の老人が経営する宝石店に強盗に入る計画を持ちかけられる。マリクはその計画に乗るが、アラールから「ドゥニアは娼婦で信用できない」と言われた上、「ドゥニアを買った」と聞かされる。激しいショックを受けるマリクに、ドゥニアはアラールにレイプされたと涙ながらに訴える。そして、デバス警部から犯罪の情報を渡さなければドゥニアを逮捕すると脅されたマリクは、悩んだ末にアラールの強盗計画を警察に密告し、アラールを逮捕してくれと頼む。そして、ドゥニアとマラケシュに逃げる準備をする。
強盗決行の日、マリクは金を奪ったアラールと裏口から逃げ出すが、隠れて待ち伏せしていたデバス警部にアラールが射殺される。アラールの死体から金を奪い取ったマリクは、デバス警部の追及をかろうじて逃れ、待ち合わせ場所のバスターミナルでドゥニアと合流する。するとドゥニアは奪った金を袋に入れたままでは危険として、自分のバッグに移し替えるために女子トイレに入る。ところが、なかなかトイレから出て来ないドゥニアに不安を感じたマリクが女子トイレに入ると、ドゥニアは空になった袋だけを残して姿を消していた。マリクは呆然としながら街中にふらふらと歩き出したところを警官らに見つかるが、意に介さずに立ち尽くす。

## キャスト
- マリク - フェド・ベンシェムジ： 定職に就かずに遊び暮している26歳の青年。
- ドゥニア - イマーネ・エルメクラフィ： 酒場の女性ダンサー。売春婦。
- アラール - ムーキネ・マルジ： マリクの仲間。リーダー格。出所したばかり。
- スフィアン - フアド・ラビエド： マリクの仲間。学生。熱心なイスラム教徒の集団に感化される。
- デバス警部 - フォージ・ベンサイーディ（英語版）